# Google Fonts

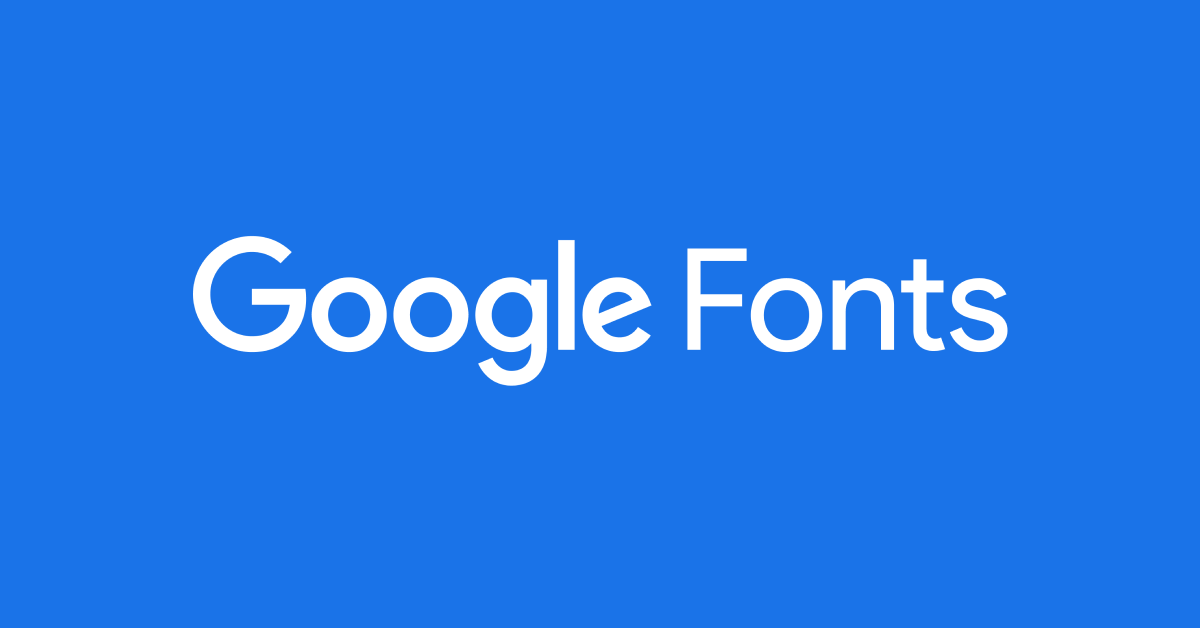
Logo du service Google Fonts.

Google Fonts (appelé Google Webfonts avant juin 2013) est un service d’hébergement gratuit de polices de caractères pour le Web, démarré en 2010. Ces polices sont sous licences libres dont principalement la licence Apache et la SIL OFL. Les polices Google Fonts sont aussi disponibles sur les services similaires SkyFonts de Monotype, ainsi qu’Edge Web Fonts et Typekit d’Adobe.

## Protection de la vie privée
En février 2022, le tribunal de Munich a condamné un site web parce que son utilisation des polices Google Fonts violait la directive européenne RGPD en fournissant des informations indirectement personnelles (adresses IP) à Google sans le consentement de l’utilisateur. Le problème se pose lorsque l’utilisateur client télécharge les polices directement sur les serveurs de Google, mais pas lorsque le site web les récupère et les installe localement,,.